# Payrignac
Payrignac település Franciaországban, Lot megyében. Lakosainak száma 654 fő (2022. január 1.). Payrignac Milhac, Nabirat, Anglars-Nozac, Gourdon, Léobard és Saint-Cirq-Madelon községekkel határos.

## Népesség
A település népességének változása:
| Lakosok száma | 491  | 504  | 528  | 686  | 698  | 690  | 671  | 658  | 652  | 654  |
|               | 1968 | 1982 | 1990 | 2006 | 2013 | 2015 | 2017 | 2019 | 2020 | 2022 |